# Mark McSwain
Mark Toa Mc Swain, né le 18 juillet 1965 à Newark (États-Unis), est un joueur de basket-ball professionnel américain, naturalisé belge. Il mesure 2,04 m.

## Biographie
Cette section est promotionnelle ou publicitaire (août 2025). Considérez son contenu avec précaution et/ou discutez-en.
Mark Mc Swain possède aujourd'hui la franchise internationale de sandwicherie Subway pour le Benelux. Il a implanté ses premières sandwicheries à la gare du midi à Bruxelles et à la base américaine à Chièvres. Désormais, il compte de nombreux magasins en Belgique et compte s'épandre à travers le Benelux.
Son fils Marlo est également basketteur de haut niveau.

## Université
- 1984 - 1988 :  University of Louisiville (NCAA 1)

## Clubs
- 1987 - 1988 :  Torpan Pojat[4]
- 1988 - 1990 :  Helsingin NMKY[4]
- 1990 - 1991 :  Beitar Tel Aviv[5]
- ???? - 1992 :  Maccabi Bruxelles

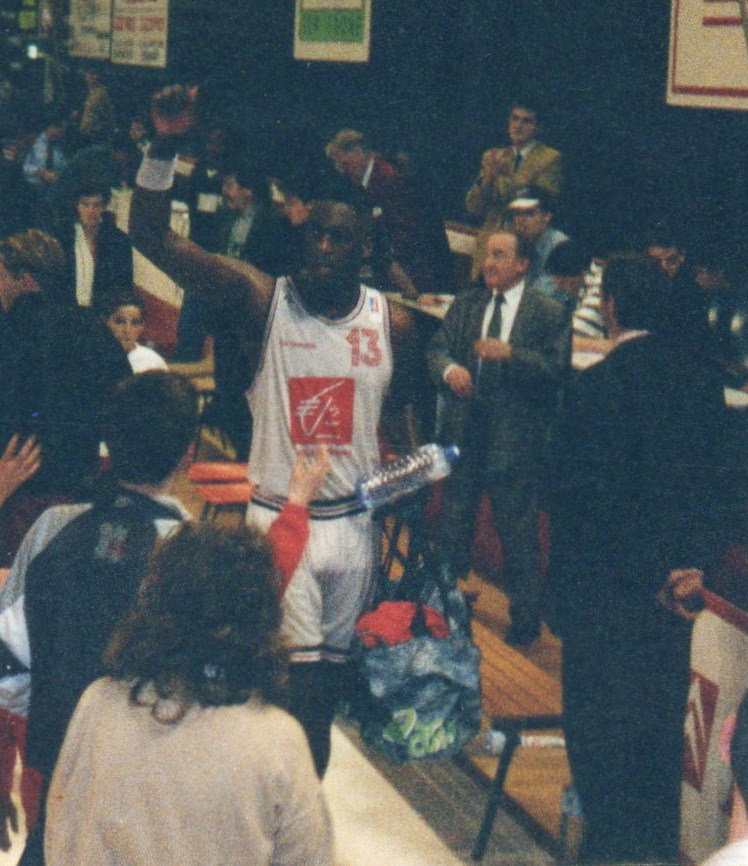
Mark Mc Swain avec l'Elan Chalon en 1994

- 1992 - 1995 :  Chalon-sur-Saône (Nationale 2 puis Pro B)
- 1995 - fin 1995 :  Toulouse (Pro B)
- 1996 - 2000 :  Atomics Brussels (Division 1)
- 2000 - 2001 :  TEC Liège (Division 1)
- 2001 - 2002 :  Euphony Liège (Division 1)
- 2002 - 2003 :  Eurolines Vilvorde (Division 1)
- 2003 - 2004 :  Union Hutoise (Division 2)[6]
- 2007 - 2008 :  Canteer Schaerbeek (Division 2 Régionale)

## Palmarès
- Champion NCAA en 1986

- Champion de France de Nationale 2 en 1994